# كيفن إيلرز
كيفن إيلرز (بالألمانية: Kevin Ehlers)‏ هو لاعب كرة قدم ألماني، ولد في 23 يناير 2001 في ميونخ في ألمانيا. لعب مع دينامو دريسدن.

## وصلات خارجية
- كيفن إيلرز على موقع قاعدة بيانات كرة القدم.إي يو (الإنجليزية)
- كيفن إيلرز على موقع عالم كرة القدم.نت (الإنجليزية)